# Utopia (indonezyjski zespół muzyczny)
Utopia – indonezyjski zespół muzyczny z Bandungu. Został założony w 2002 roku. 
W składzie zespołu znajdują się: Anna – wokal, Tommy – perkusja, MPlay – gitara. Do wcześniejszych członków grupy należą: Pia Fellini – wokal (do 2014 r.), Indra – bas, Buche – bas, Dodo – gitara. 
W 2003 r. wydali swój debiutancki album pt. Utopia i przebili się do szerszej publiczności za sprawą utworu „Antara Ada dan Tiada”, który został soundtrackiem do filmu Di Sini Ada Setan. Z pozytywnym odbiorem spotkały się także utwory „Seperti Bintang”, „Benci” (z albumu Kekal, 2005), „Serpihan Hati”, „Baby Doll” i „Hujan” (z albumu Indah, 2007).
Ich singiel pt. „Rasa Ini Indah” został wykorzystany jako soundtrack do serialu 7 Manusia Harimau. Utwory zespołu znalazły się także na albumie ze ścieżką dźwiękową do serialu Ganteng-Ganteng Serigala. Piosenka „Mencintaimu Sampai Mati” przez ponad trzy miesiące utrzymywała się na liście top 10 halodzwonków u trzech dostawców telefonii komórkowej.

## Dyskografia
Źródło:
Albumy studyjne
- 2003: Utopia
- 2005: Kekal
- 2007: Indah